# Зулу

Поширення зулу в ПАР.

Зу́лу — одна з мов банту. Розповсюджена у ПАР, Зімбабве та Есватіні. Загальна кількість мовців (для яких мова зулу є першою та другою за вжитком) — близько 16 млн людей. Має діалекти: ндебеле, к'вабе, лала та інші. Діалект ндебеле є у Зімбабве другою за значенням мовою міжетнічного спілкування (після мови шона).
За своєю будовою зулу — це типовий представник мов банту. До фонологічних особливостей належать: клацальні приголосні, імплозивний b (поряд з аспірованим bh), подзвінчений k (поряд із глухим k та аспірованим kh), латеральні фрикативні hl, dl, палаталізовані приголосні (що утворюються у пасивному стані дієслова та у місцевому відмінку): ph > sh, bh > j, b > tsh і таке інше. Мова зулу має тональний наголос, за яким слова відрізняються в мінімальних парах.
Морфологія характеризується присутністю 15 іменних класів. Писемність була розроблена на основі латиниці у другій половині XIX століття. Літературна мова встановлюється на кінець XIX століття. На зулу існує художня та публіцистична література, нею веде мовлення радіо та телебачення, ведеться викладання у школі.